# IAFL2 Conference 2015
La IAFL2 Conference 2015 è stata la 2ª edizione del campionato irlandese di football americano di terzo livello, organizzato dalla IAFL.

## Squadre partecipanti
| Club                   | Città    | Stadio | Sponsor ufficiale | Risultato nella stagione 2014 |
| ---------------------- | -------- | ------ | ----------------- | ----------------------------- |
| Belfast Trojans II     | Belfast  |        |                   |                               |
| Donegal Derry Vipers   | Derry    |        |                   |                               |
| Galway Warriors        | Galway   |        |                   |                               |
| South Kildare Soldiers | Kildare  |        |                   |                               |
| UL Vikings II          | Limerick |        |                   |                               |
| West Dublin Rhinos II  | Dublino  |        |                   |                               |

## Stagione regolare

### Calendario

#### 1ª giornata
| Limerick 12 aprile 2015, ore 16:00 | UL Vikings II | 12 – 18 | South Kildare Soldiers | UL Sports Grounds |

#### 2ª giornata
| Drumahoe 19 aprile 2015, ore 14:00 | Donegal Derry Vipers | 0 – 72 | Belfast Trojans II | YMCA Rugby Field |

| Galway 19 aprile 2015, ore 14:00 | Galway Warriors | 12 – 0 | South Kildare Soldiers | St. Mary's College |

#### 3ª giornata
| Castleknock 3 maggio 2015, ore 14:00 | West Dublin Rhinos II | 0 – 0 | Galway Warriors | Castleknock College |

| Kildare 3 maggio 2015, ore 14:00 | South Kildare Soldiers | 0 – 63 | Belfast Trojans II | Cill Dara RFC |

#### 4ª giornata
| Belfast 17 maggio 2015, ore 16:00 | Belfast Trojans II | 53 – 20 | Donegal Derry Vipers | Deramore Park |

#### 5ª giornata
| Belfast 24 maggio 2015, ore 14:00 | Belfast Trojans II | 60 – 7 | Galway Warriors | Deramore Park |

| Kildare 24 maggio 2015, ore 14:00 | South Kildare Soldiers | 54 – 26 | Donegal Derry Vipers | Cill Dara RFC |

#### 6ª giornata
| Drumahoe 7 giugno 2015, ore 14:00 | Donegal Derry Vipers | 7 – 12 | South Kildare Soldiers | YMCA Rugby Field |

#### 7ª giornata
| Drumahoe 21 giugno 2015, ore 14:00 | Donegal Derry Vipers | 15 – 21 | Galway Warriors | YMCA Rugby Field |

#### 8ª giornata
| Kildare 28 giugno 2015, ore 14:00 | South Kildare Soldiers | 13 – 37 | Belfast Trojans II | Cill Dara RFC |

| Galway 28 giugno 2015, ore 14:00 | Galway Warriors | 30 – 0 | UL Vikings II | St. Mary's College |

#### 9ª giornata
| Belfast 12 luglio 2015, ore 14:00 | Belfast Trojans II | 30 – 0 | West Dublin Rhinos II | Deramore Park |

| Galway 12 luglio 2015, ore 14:00 | Galway Warriors | 6 – 17 | Donegal Derry Vipers | St. Mary's College |

### Classifica
La classifica della regular season è la seguente.
- PCT = percentuale di vittorie, G = partite giocate, V = partite vinte,  P = partite perse, PF = punti fatti, PS = punti subiti

| Pos. | Squadra                | PCT   | G | V | N | P | PF  | PS  |
| ---- | ---------------------- | ----- | - | - | - | - | --- | --- |
| 1    | Belfast Trojans II     | 1.000 | 6 | 6 | 0 | 0 | 315 | 40  |
| 2    | Galway Warriors        | .583  | 6 | 3 | 1 | 2 | 76  | 92  |
| 3    | South Kildare Soldiers | .500  | 6 | 3 | 0 | 3 | 97  | 157 |
| 4    | Donegal Derry Vipers   | .167  | 6 | 1 | 0 | 5 | 85  | 218 |
| 5    | West Dublin Rhinos II  | .250  | 2 | 0 | 1 | 1 | 0   | 30  |
| 6    | UL Vikings II          | .000  | 2 | 0 | 0 | 2 | 12  | 48  |

## II IAFL2 Bowl
| Navan 2 agosto 2015, ore 13:00 | Belfast Trojans II | 48 – 0 | South Kildare Soldiers | Navan RFC |

## Verdetti
- Belfast Trojans II Vincitori della IAFL2 Conference 2015